# Campo de Borja
Campo de Borja – comarca w Hiszpanii, w Aragonii, w prowincji Saragossa, w obszarze przejściowym pomiędzy górami Iberyjskimi i doliną rzeki Ebro. Stolicą comarki jest Borja. Comarca ma powierzchnię 690,5 km². Mieszka w niej 14 326 obywateli. Comarca słynie z doskonałych win.

## Gminy
- Agón
- Ainzón
- Alberite de San Juan
- Albeta
- Ambel
- Bisimbre
- Borja
- Bulbuente
- Bureta
- Fréscano
- Fuendejalón
- Magallón
- Maleján
- Mallén
- Novillas
- Pozuelo de Aragón
- Tabuenca
- Talamantes